# Moje kolędy
Moje kolędy – czwarta płyta Elżbiety Adamiak. Wydana została przez Pomaton w 1991, a zawiera popularne kolędy polskie. Nagrania były także dostępne na kasetach wydanych przez  Koda Press, a od 1 listopada 1996 również Pomaton EMI (POM 075). 15 listopada 2003 Pomaton wydał dwupłytowy zestaw specjalny: jedną z płyt były Moje kolędy Elżbiety Adamiak (druga płyta to 17 zim grupy Pod Budą).

## Lista utworów
1. „Mizerna cicha” (muz. Jan Karol Gall - sł. Teofil Lenartowicz)
2. „Tryumfy Króla Niebieskiego”
3. „Dzisiaj w Betlejem”
4. „Gdy się Chrystus rodzi”
5. „Jezus malusieńki”
6. „Lulajże, Jezuniu”
7. „W Betlejem się narodziło"
8. „Gdy śliczna Panna”
9. „Jezusa Narodzonego"
10. „Wśród nocnej ciszy”
11. „Przybieżeli do Betlejem”
12. „O gwiazdo Betlejemska"
13. „Mędrcy świata” (muz. Zygmunt Odelgiewicz)